# Robert Mielke
Robert W. Mielke (* 15. Dezember 1863 in Berlin; † 30. August 1935 in Freiburg im Breisgau) war ein deutscher Volkskundler und Siedlungsforscher.

## Leben und Wirken
Robert Mielke war ein Sohn des Tischlermeisters Wilhelm Mielke und der Henriette Mielke, geb. Heinicke. Nach dem Besuch der Friedrichwerderschen Oberrealschule (bis 1884) studierte er Malerei und war als Landschaftsmaler tätig. Während eines Studienaufenthaltes in Italien gab er die Malerei auf, um sich geschichtlichen und volkskundlichen Studien zu widmen. Er wurde Kunst- und Zeichenlehrer am Joachimsthalschen und am Friedrich-Wilhelms-Gymnasium. 1913 wurde ihm der Professorentitel verliehen. 1916 folgte die Habilitation an der Technischen Hochschule in Charlottenburg über das Wegesystem im und bei dem Dorfe. An der gleichen Hochschule erhielt er einen Lehrauftrag und las als außerordentlicher Professor (seit 1922) über historische Siedlungskunde und Heimatschutz.
Mielke beschäftigte sich mit der Volkskunde, insbesondere mit Sagen, Sitten, Bräuchen, Aberglauben, Bau-, Wohnungs- und Siedlungswesen. Studienreisen führten ihn vom Trondheimfjord bis zur Sahara, von den Säulen des Herakles bis nach Kleinasien. 1904 gründete er mit Ernst Rudorff und Oskar Hoßfeld den deutschen Bund für Heimatschutz und 1907 mit Wilhelm Wetekamp die Landesgruppe Brandenburg im Deutschen Bund Heimatschutz. Außerdem gehörte er dem Verein für die Geschichte Berlins (seit 1888, im Januar 1935 Ehrenmitglied), dem Verein für Volkskunde (seit 1891), der Brandenburgia (seit 1892, deren Zweiter Vorsitzender), der Niederlausitzer Gesellschaft für Anthropologie und Altertumskunde (seit 1898) und der Berliner Gesellschaft für Anthropologie, Ethnologie und Urgeschichte an.
Während der Zeit nach 1918 widmete sich Mielke in weiteren Schriften grundlegenden Fragen der Siedlungsforschung. Mit dem Erstarken völkischer Kreise nach dem Ersten Weltkrieg hielt auch in das Werk Siedlungskunde des deutschen Volkes, welches im Verlag Lehmann, München, im Jahr 1927 erschien, nationalsozialistisches Gedankengut Einzug. In seinen Schriften warnte er vor den Gefahren einer „Blutverschlechterung durch Vermischung mit ungeeigneten Elementen“. „Nationale Kultur könne nur auf rassischem Boden entstehen, so eine seiner Thesen“.
Mielke heiratete 1904 Anne M. Kammann und in zweiter Ehe Margarethe Heinicke. Er starb auf einer Schwarzwaldreise am Herzschlag.

## Werke
Mielke war von 1909 bis 1918 Herausgeber der Vierteljahresblätter Heimatschutz in Brandenburg und veröffentlichte neben Aufsätzen in der Zeitschrift für Ethnologie, der Brandenburgia und den Niederlausitzer Mitteilungen folgende Werke:
- Die Münchener Kunstgewerbe-Ausstellung in Bezug auf Stil und Zeichenunterricht. Ch. Claesen & Cie, Berlin [1889].
- Die Revolution in der bildenden Kunst. Julius Bohne Verlag, Berlin 1891.
- Volkskunst. Niemann, Magdeburg 1896.
- Die Bauernhäuser in der Mark. P. Stankiewicz, Berlin 1899.
- Der Einzelne und seine Kunst. Georg Heinrich Meyer, Leipzig / Berlin 1900; 2. Auflage: Müller, München [u. a.] 1904.
- Museen und Sammlungen. Wunder, Berlin 1903.
- Das deutsche Dorf. Teubner, Leipzig 1907; 3. Auflage, Teubner, Leipzig / Berlin 1920.
- Das Dorf. Ein Handbuch der künstlerischen Dorf- und Flurgestaltung. Quelle & Meyer, Leipzig 1910.
- mit Ernst Friedel (Hrsg.): Landeskunde der Provinz Brandenburg. 4 Bände. D. Reimer, Berlin 1909–1916.
- Vom Werden des deutschen Dorfes. Weicher, Berlin 1911.
- Auf dem Wege zum Kurhut. D. Reimer, Berlin 1912.
- Unsere Dorfkirche (=Die Bücher der Kirche, Band 3). Ziemsen, Wittenberg 1913.
- Die Entwicklung der dörflichen Siedlungen und ihre Beziehungen zum Städtebau alter und neuer Zeit. Ernst, Berlin 1914.
- mit Werner Lindner und E. Maul: Ostpreußen und sein Wiederaufbau. Kiepert, Berlin-Charlottenburg 1915.
- Das schöne Dorf in deutschen Landen. Bilderatlas. Quelle & Meyer, Leipzig 1925  (= Wissenschaft und Bildung, Band 200).
- Die Siedlungen der Heimat (=Der Heimatforscher, Band 3). Ferd. Hirt, Breslau 1926.
- Siedlungskunde des deutschen Volkes und ihre Beziehung zu Menschen und Landschaft. J. F. Lehmanns, München 1927; 2. Auflage, J. F. Lehmanns, München 1936.
- Im Schatten der Dorflinde (=Landbücher, Band 14). Deutscher Verein für ländliche Wohlfahrts- und Heimatpflege, Berlin 1929.
- Völkerdämmerung. Wahrer und falscher Völkerbund. H. Beyer & Söhne, Langensalza 1930.
- Der deutsche Bauer und sein Dorf in Vergangenheit und Gegenwart. Duncker, Weimar 1934; 4. Auflage, Duncker, Weimar 1942.